# 马克斯·普朗克学会弗里德里希·米舍尔实验室
马克斯·普朗克学会弗里德里希·米舍尔实验室（德語：Friedrich-Miescher-Laboratorium der Max-Planck-Gesellschaft），成立于1969年，位于德国图宾根，隶属于马克斯·普朗克协会，主要扶持生物学领域青年科学家建立独立的研究. 在五年期间, 实验室给青年科学家提优良的科研条件，评估合格可后延期。实验室的研究领域包括发育生物学，神经生物学，细胞生物学，心理学和现代生物学等诸多领域。